# Yves Prigent
Yves Prigent (30 de agosto de 1993) es un deportista francés que compite en piragüismo en la modalidad de eslalon. Ganó tres medallas en el Campeonato Mundial de Piragüismo en Eslalon, entre los años 2015 y 2018.

## Palmarés internacional
| Campeonato Mundial | Campeonato Mundial      | Campeonato Mundial | Campeonato Mundial |
| Año                | Lugar                   | Medalla            | Competición        |
| ------------------ | ----------------------- | ------------------ | ------------------ |
| 2015               | Londres (Reino Unido)   | Medalla de oro     | C2 por equipos     |
| 2017               | Pau (Francia)           | Medalla de oro     | C2 mixto           |
| 2018               | Río de Janeiro (Brasil) | Medalla de plata   | C2 mixto           |